# Robert Stuart

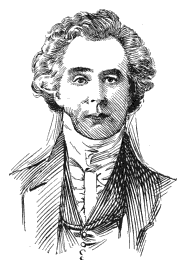
Robert Stuart

Robert Stuart (ur. w 1785 roku w Szkocji, zm. w Detroit w 1848) – amerykański podróżnik i odkrywca, który dokonał odkrycia Przełęczy Południowej w Górach Skalistych.

## Życiorys
Stuart przybył ze Szkocji do Montrealu w roku 1807 i z miejsca zaangażował się w handel futrami, w co wciągnął go jego wuj, partner w firmie North West Company. W trzy lata później został zaangażowany przez Johna Astora celem przedłużenia tras jego Pacific Fur Company (oddziału firmy American Fur Company) aż do Oregonu.
8 września 1810 roku grupa Stuarta wyruszyła z Nowego Jorku na pokładzie statku Tonquin w rejs wokół przylądka Horn i po siedmiu miesiącach żeglugi i krótkim postoju na Hawajach, w marcu 1811 roku wylądowała w ujściu rzeki Kolumbia. Stuart nadzorował budowę fortu i faktorii handlowej Astoria, a nadto kierował wyprawami po futra w głąb kontynentu.
Latem roku 1812 Stuart, któremu towarzyszył Ramsay Crooks i kilku innych handlarzy, wyruszył drogą lądową na wschód z zamiarem złożenia Astorowi raportu z postępu prac w Oregonie. Będąc mocno spóźniony wobec zbliżającej się w Rockies wczesnej zimy, a jednocześnie mając informacje, że podążająca przed nim dobrze uzbrojona grupa 60 traperów i handlarzy miała spore kłopoty z Indianami w dolinie rzeki Yellowstone wybrał inny szlak indiański i 23 października przekroczył główną grań Gór Skalistych w miejscu nazwanym później Przełęczą Południową na południowym krańcu pasma Wind River. Podróżnicy spędzili zimę 1812/1813 na ziemiach Arapachów w dzisiejszym Wyomingu, a wiosną spłynęli rzekami Sweetwater i północną Platte do Missouri, by pod koniec sierpnia 1813 roku dotrzeć do St. Louis.
W St. Louis Stuart dowiedział się, że wybuchła wojna z Anglią oraz że agenci Astora, przeceniając sukcesy brytyjskie na zachodzie, odsprzedali Astorię angielskiej firmie North West Company. Stuart pozostał z American Fur Company Astora, a w roku 1817 zaczął kierować – wraz z Ramsayem Crooksem – operacjami futrzarskimi w obszarze Wielkich Jezior z faktorii mieszczącej się na wyspie Mackinac. W okresie późniejszym rozszerzył zasięg działania kompanii na północne obszary Doliny Missisipi i Wielkie Równiny w dzisiejszej wschodniej Dakocie Południowej.
W roku 1834 porzucił branżę futrzarską i osiadł w Detroit, gdzie zajął się handlem nieruchomościami. Od roku 1841 aż do śmierci był również federalnym komisarzem ds. Indian w stanie Michigan.